# Salts als Jocs Olímpics d'Estiu de 1928
Als Jocs Olímpics de 1928 celebrats a la ciutat d'Amsterdam (Països Baixos) es disputaren quatre proves de salts, dues en categoria masculina i dos en categoria femenina. Les proves es realitzaren entre els dies 6 i 11 d'agost de 1928.

## Comitès participants
Participaren 61 saltadors (38 homes i 23 dones) de 17 comitès olímpics diferents:
| - Alemanya (9) (homes:5 dones:4) - Austràlia (1) (homes:1 dones:0) - Àustria (2) (homes:1 dones:1) - Canadà (1) (homes:1 dones:0) - Dinamarca (1) (homes:0 dones:1) - Egipte (2) (homes:2 dones:0) - Estats Units (9) (homes:4 dones:5) - Finlàndia (2) (homes:1 dones:1) - França (4) (homes:3 dones:1) | - Itàlia (3) (homes:3 dones:0) - Japó (1) (homes:1 dones:0) - Mèxic (1) (homes:1 dones:0) - Països Baixos (7) (homes:3 dones:4) - Regne Unit (7) (homes:4 dones:3) - Suècia (8) (homes:5 dones:3) - Suïssa (1) (homes:1 dones:0) - Txecoslovàquia (2) (homes:2 dones:0) |

## Resum de medalles

### Categoria masculina
| Prova                        | Or              | Argent           | Bronze           |
| Trampolí de 3 metres detalls | Pete Desjardins | Michael Galitzen | Farid Simaika    |
| Palanca de 10 metres detalls | Pete Desjardins | Farid Simaika    | Michael Galitzen |

### Categoria femenina
| Prova                        | Or               | Argent          | Bronze          |
| Trampolí de 3 metres detalls | Helen Meany      | Dorothy Poynton | Georgia Coleman |
| Palanca de 10 metres detalls | Elizabeth Becker | Georgia Coleman | Laura Sjöqvist  |

## Medaller
| Posició | País         | Or | Argent | Bronze | Total |
| 1       | Estats Units | 4  | 3      | 2      | 9     |
| 2       | Egipte       | 0  | 1      | 1      | 2     |
| 3       | Suècia       | 0  | 0      | 1      | 1     |